# Az Initial D fejezeteinek listája
Itt találhatóak a japán Initial D sorozat mangája. Az eredeti manga még most is fut hetente (vagy kéthetente) a Kodashán, és több, mint 485 kötete van.

## 1. rész: Akina 86-osa
- 1. kötet: Trueno AE86 vs RX-7 FD3S (nem bejelentett verseny)
- 2. kötet: Trueno AE86 vs RX-7 FD3S
- 3. kötet: Trueno AE86 vs GT-R R32
- 4. kötet: Trueno AE86 vs Civic Si-R II EG6 (nem bejelentett verseny) (az animében bejelentett verseny)
- 5. kötet: Trueno AE86 vs RX-7 FC3S
- 6. kötet: Trueno AE86 vs Sil80 (privát meccs)
- 7. kötet: RX-7 FD3S vs GT-R R32
- 8. kötet: Trueno AE86 vs Silvia Q S14
- 9. kötet: Trueno AE86 vs Lan-Evo IV
- 10. kötet: Trueno AE86 vs Lan-Evo III (nem bejelentett verseny)
- 11. kötet: RX-7 FC3S vs Lan-Evo III
- 12. kötet: RX-7 FD3S vs Levin AE86 Turbo (nem bejelentett verseny)
- 13. kötet: Trueno AE86 vs Levin AE86 Turbo (privát meccs)
- 14. kötet: Trueno AE86 vs Lan-Evo III
- 15. kötet: Trueno AE86 vs MR-2 SW20 G-Limited
- 16. kötet: Trueno AE86 vs Celica GT4 (nem bejelentett verseny)
- 17. kötet: Trueno AE86 vs RX-7 FC3S (csak az animében)

## 2. rész: Project D
- 17. kötet: Trueno AE86 vs Roadster S Special
- 18. kötet: RX-7 FD3S vs Skyline 25GT-t R34
- 19. kötet: Trueno AE86 vs Civic EK9
- 20. kötet: RX-7 FD3S vs Integra DC2
- 21. kötet: Sprinter Trueno AE86 vs Toudou Civic EK9 (valamiért nem bejelentett verseny)
- 22. kötet: Sprinter Trueno AE86 vs Impreza type R STi, Levin AE85 vs Silvia S15 (egyik sem bejelentett verseny)
- 23. kötet: RX-7 FD3S (Keisuke) vs RX-7 FD3S (Kyoko), Sprinter Trueno AE86 vs Altezza SXE10
- 24. kötet: Sprinter Trueno AE86 vs Cappucchino
- 25. kötet: RX-7 FD3S (Keisuke) vs Levin AE86 Supercharged
- 26. kötet: Impreza type R STi (próbamenet)
- 27. kötet: RX-7 FD3S (Kyoko autója, Keisuke vezeti) vs Lan-Evo V, Sprinter Trueno AE86 vs Lan-Evo VI
- 28. kötet: RX-7 FD3S (Keisuke vezeti, újonnan módosított) (próbamenet)
- 29. kötet: Sprinter Trueno AE86 vs S2000
- 30. kötet: Sprinter Trueno AE86 vs S2000, RX-7 FD3S (Keisuke) vs GT-R R34
- 31. kötet: RX-7 FD3S (Keisuke) vs GT-R R34
- 32. kötet: Az igazi Project D vs Project D utánzat (nem bejelentett versenyek)
- 33. kötet: RX-7 FD3S (Keisuke) vs Lan-Evo VII
- 34. kötet: RX-7 FD3S (Keisuke) vs Lan-Evo VII, Sprinter Trueno AE86 vs NB8C Roadster (Mazda Miata)

## Különbségek az anime és a manga között
Habár az Initial D sorozat egy kitaláció, a mangájából ered. Akárhogyis, a részek megváltoztatásával sietni kellett, amellett, hogy hihetőnek kellett lennie a sztorinak. Végeredményként, a változások előnyösek voltak. Legtöbbször javítottak rajta és néha eltávolították a felesleges részeket, ahol a mangában túl sok volt belőle.

Példa) A nézők mindig valami ilyesmit mondtak a versenyekkor: "Váó, nem hiszem el, hogy ilyen gyors a Project D." 

Szóval minden jó és rossz változás listázva lett. 

Jegyzet: Csak a nagyobb változásokat rakták ide.
- Az animében, az 1. stage meccsei ebben a sorrendben vannak bemutatva: FD, R32, EG6, Sil80-as, S14, és FC. A mangában pedig így: FD, R32, EG6, FC, Sil80-as, és S14, ami után jön az Evo IV. Az ok, hogy miért rakták az FC-t utolsóként az animében, az az, hogy sokkal drámaibb befejezést adjanak az évadnak.
- A magyarázatok a versenyeken sokkal szakmaiabbak a mangában, mint az animében, még mikor elmondják, hogy milyen speciális és egyedi részek lettek berakva/módosítva az autóban. De ez a sok mese visszább lett fogva az animében, még a nézőknél is (általában a fő karaktereknél, mint Ryosuke) vagy még a gondolatokban is, ami nem fordult elő olyan sokszor.
- Példa) A Takumi és Shingo közti meccsnél, Takumi 4-kerekes driftet hajt végre, mialatt a külső sávban marad, hogy elkerüljön egy szembejövő autót. Erről a mangában mesélnek, még az animében, csak a Takahashi testvérek mondanak róla egy-két szót.
- A versenyek az animében sokkal extrémebb kameraállásból vannak megjelenítve az eredeti mangájához képest, nagyobb részben a drámaibb megjelenítés miatt. Ha az animét és a mangát összehasonlítanánk, a különbség egyértelmű lenne.
- Példa) Az 1. stage harmadik részének vége felé, Ryosuke driftel az FC-jével, és a hátsó lökhárítója csak néhány centire van a korláttól, de a mangában az a néhány centi jó néhány tíz centi.
- A bagózás az animében többször látható, de az animében mérséklődik.
- A ruhaváltás szinte olyan, mint a valódi életben. Az animében, nem foglal el olyan nagy helyet az 1. stageben, de az azt követő részekben gyakran látható. A mangában márkás ruhákat is lehet látni. Bizonyos pulóverekre Toronto Maple Leafs Jerseyt, Pókembert nyomtattak, vagy még ezen kívül márkás autó-alkatrészgyártókat is láthatunk, mint például a BLITZ, a Mugen, a NISMO, és így tovább. Ráadásul, a “New Balance” cipők és ruhák használata is nagyon gyakori, különösen az animében.
- Az anime tartalmaz autómárkákat, de az első néhány stageben rosszul vannak leírva, mint például a “Trueno”-t valahol “Toreno”-nak írták. Talán a márkás ruhákat is elírták.
- Koichiro Iketaninak eredetileg különös hajstílusa van az első néhány kötetben, még nem balesetezik az S13-asával. Azután, a következő hajstílusa az egész mangában ugyanaz marad. Az animében, a hajstílusa egész végig ugyanaz.
- Drift videók láthatóak az animében, a legmegfigyelhetőbb a "Drift Biblia", ami jellemzi a "Drift Királyt", Keiichi Tsuchiyát. A "Drift Bibliát" még a manga 6. kötetének Extra részénél is láthatjuk.
- Natsukinak van egy meztelen jelenete az 1. és a 9. kötetben. A Tokyopop kiadásban, az első nyomtatás kivételével, ruha lett adva rá. Az animében semmilyen meztelen jelenet sem jelenik meg, azonban a Papával való kapcsolata megmarad.
- A Thunder-Fire csapat csak az animében létezik.
- A Shingo versenynél van egy óriási különbség az anime és a manga között, mivel az anime egy másfeles epizóddal lett kitöltve, egy csak az animében megjelent lány, Saori megjelenésével (egy ideig Itsuki barátnője).
- Tsugumi (Az angol kiadásban Tricia) Ryosuke és Keisuke unokatestvére, aki a 4. és a 8. kötetben jelenik meg, de az animében sosem láthatjuk.
- A Keisuke és Nakazato közti meccs Akina hegyén van egy emelkedőn, mielőtt Takumi és Ryosuke versenyez. Ez a meccs az animében csak egy előjáték Akagi hegyén.
- Takumi nem viszi véghez a barázda-elkapós technikát, egészen még Seiji ellen nem versenyez a 9. kötetben. Ezt a technikát az animében csak az 1. stageben, a Ryosuke elleni meccsben hajtja végre.
- Kenta karakterének kinézete az 1. stageben, a 2. stageben, és a 3. stageben teljesen különbözik a mangában levő karakterének kinézetével. Valahogy a 4. stageben, Kenta újra lett animálva, hogy úgy nézzen ki, mint a mangában.
- A "Magányos Versenyzők Klubja" csak az animében létezik.
- Csak a mangában, a Takumi és Kenta közti esős meccs alatt, az Evo IV az Emperor csapatból megjelenik mögöttük. A végén, az Evo IV leelőzi mindkét autót, amit Takumi sosem emleget.
- Tsukamoto csak a mangában létezik egy nagy háttérsztorival. Ha valahol megjelenik az animében, akkor az csak a 2. stageben lehet egy nagyon rövid ideig, mikor a 86-os és az Evo III versenyez Akaginál.
- A Takumi és Wataru közti meccsben Shomarunál, Takumi máshogy nyer az animében, ahol nehezen tudja csak megelőzni ellenfelét, és a mangában, ahol egyszerűen előzi meg Watarut a pálya egy szélesebb szakaszánál. Wataru egy pillanatra elveszti a koncentrációját, és felemeli a lábát a gázpedálról.
- Shiraishi (egy fansub név) csak a mangában látható. Ő írja a leveleket és hívja fel Takumit Natsuki kapcsolatát illetően Papával. Ő Papa lánya. Ha valahol megjelenik az animében akkor az csak a 3. stageben lehet.
- Az animében, Natsuki egy Hamburgeresnél dolgozik, mialatt a mangában az Esso Benzinkúthoz áll be részidős munkára Takumival.
- Az animében Natsuki készít egy kézzel gyártott 86-os kulcscsomót Takuminak. A mangában semmiféle kulcscsomóról nincs szó.
- A mangában, van egy Valentinnapi jelenet, ahol még látható egy ritka dolog is… Itsuki bagózik.
- A mangában, Bunta nem jelenik meg Takumi bizonyítványkiosztóján. Ennek ellenére az animében igen.
- Csak az animében, a 3. stage úgy fejeződik be, hogy Takumi kihívja Ryosukét Akagi hegyén. A mangában, Takumi megmutatja teljes erejét Natsukinak Akina hegyén, felállítva ezzel egy új rekordot Akinánál, de mivel senki sincs ott, hogy tanúsíthassa a kört, ez az egész lényegtelen. Ezek mind a Project D-hez való csatlakozása előtt volt.
- A Takahashi Keisuke és Nevetős Sakai vagy Atsurou Kawaii közti meccset kivették az animéből.
- Csak a mangában, miután legyőzik a Toudou Versenyiskolát, a Project D 86-osa és FD-je felállít egy új időmérős rekordot ott. Később, mikor Tomo megérkezik, megdönti a 86-os rekordját Daiki EK9-ével egy gyenge iramban.
- A mangában és az arcade stagekben, Bunta Imprezája metál színű, az animében pedig kék.
- Csak a mangában, Fumihiro elmondja Ryosukénak, hogy Kenta balesetezett, mikor megpróbálta véghezvinni Takumi Vak Támadás technikáját.
- Kyoko kifejezései és személyisége sokkal vadabb a mangában. Hogy élethűbb legyen, az animében a vad kifejezései el lettek távolítva és a személyisége is le lett csökkentve egy édes kislányéhoz. Olyan jelenetek lettek módosítva, vagy eltávolítva, mint például hogy az ő FD-jével pörög, vagy hogy megcsókolja Keisuke FD-jét, vagy hogy fel-le emelgeti a kezét, mikor megtudja, hogy Keisukénak nincs barátnője.
- Itsuki története Kazumival Takumi esős meccse után és a Tsuchizakán levő meccse előtt sokkal mélyebb a mangában, mint az animében. Az animében csak 1/3 része került bemutatásra.
- A mangában, Itsuki Kazumival való randija alatt, Iketani és Kenji egy Project D-s versenyt néz meg. Az animében, ezt a versenyt sosem láthatjuk, ehelyett Iketani és Kenji csak úgy mendegél, és úgy dönt, hogy vet egy pillantást Itsuki randijára.
- Az animében Kyoko utolsó kérése, hogy láthassa Keisukét, mikor 100% erőbedobással vezeti az FC-t, viszont a mangában ezt sosem emlegetik. Ehelyett, a mangában Keisuke elmondja Kyokonak, hogy régen motoros csapattag volt.
- A manga kötetben a Takumi és a Kéz Istene közti meccs volt az első Purple Shadow elleni küzdelem. Ellentétben az animével, ahol a Láb Istene azt szeretné, hogy ő harcolhasson a Kéz Istene előtt. Keisuke elfogadja. (Ez szándékosan lett így, hogy Takumi meccse legyen a tetőpont a 4. stage végén)
- Csak az animében, a “m.o.v.e” (más néven a hivatalos J-rock bandája az “Initial D”-nek, aminek Yuri, Motsu és T-Kimura a tagja) az F-Line tetején várnak a kúpnál.
- Csak az animében, mialatt Takuminak a Kéz Istene elleni versenye elkezdődne, a barátai egy étteremben beszélgetnek arról, hogy mit is jelent az, ha valakinek van barátnője, akivel eltöltheti az idejét.
- Hogy leegyszerűsítsék a 4. stage végét, Takumi 86-osának a felfüggesztését gyorsan javítják meg, ami a mangában egy egész kötet alatt kerül sorra, addig Takumi az Imprezát használja.

## Lásd még
- Initial D
- Initial D Arcade Stage
- Initial D Arcade Stage 4
- Initial D Street Stage
- Initial D szereplők és csapatok
- Az Initial D epizódjainak listája
- Initial D (film)